# Pseudolana menartae
Pseudolana menartae är en kräftdjursart som beskrevs av Bruce1986. Pseudolana menartae ingår i släktet Pseudolana och familjen Cirolanidae. Inga underarter finns listade i Catalogue of Life.